# Tanequil
Tanequil è un romanzo del 2004 dello scrittore statunitense Terry Brooks. Si tratta del secondo libro della trilogia Il Druido Supremo di Shannara, riconducibile all'opera fantasy del ciclo di Shannara.

## Trama
(Il Moric, Tanequil)
Il libro narra la continuazione del viaggio di Pen Ohmsford, figlio di Bek, alla ricerca della zia Grianne Ohmsford esiliata nel Divieto, la dimensione in cui sono da tempo immemorabile rinchiuse tutte le creature malvagie e corrotte dell'epoca di Faerie: i Jarka Ruus. Sono quattro i filoni della storia: quello della prigionia di Grianne Ohmsford, quello della cattura dei genitori di Pen, quello del viaggio di Pen e quello del generale dell'esercito elfo Pied.
Grianne Ohmsford è prigioniera del signore del Divieto, Tael Riverine, un demone antico e spietato, e non può tentare di fuggire a causa di un collare magico che le impedisce di usare i suoi poteri. Il demone la informa che è stata esiliata nel Divieto anche allo scopo di farne fuoriuscire un suo mostruoso servitore, il Moric, che si è impadronito del corpo dell'ex-druido Iridia Eleri.
Grianne, dopo giorni di umiliante prigionia, cerca di fuggire dalla fortezza di Kraal, ma invano. Per salvarsi la vita è costretta a battersi in un'arena contro un intero branco di Furie. Per vincere lo scontro ricorre ad un trucco magico che tuttavia le causa una profonda crisi interiore: si trasforma in una delle belve che sta affrontando: una volta tornata normale deve lottare tenacemente per capire chi è e liberarsi della personalità violenta e animalesca tipica delle Furie e propria del suo passato di Strega di Ilse.
Un giorno Weka Dart, l'Ulk Bolg incontrato all'inizio del suo esilio nel Divieto, viene a liberarla per propri fini personali, e le racconta che l'unico motivo per cui Tael Riverine la lascia in vita è che desidera accoppiarsi con lei per creare una potente stirpe di demoni.
Bek Ohmsford e sua moglie Rue Meridian, nel frattempo, vengono rintracciati da Traunt Rowan e portati a Paranor con il pretesto di garantire la loro incolumità. In realtà, una volta nella fortezza, Bek viene obbligato a cercare, con la sua magia, il figlio Pen scomparso da Patch Run. La nuova Ard Rhys Shadea A'Ru professa le sue buone intenzioni, dietro le quali il suo scopo è uccidere il giovane, l'unico che potrebbe rappresentare una minaccia concreta al suo potere. Capite le vere intenzioni dell'Ard Rhys, Bek e Rue Meridian tentano la fuga, ma vengono scoperti e imprigionati nelle segrete della fortezza. 
Intanto ad Arishaig, la capitale della Federazione, l'ingegnere Etan Orek ha scoperto, nel corso dei suoi esperimenti volti a potenziare la velocità della navi volanti, una nuova potente arma. Immediatamente Sen Dunsidan ne capisce l'importanza e l'utilità, e prepara una trappola per l'esercito elfico schierato lungo il Prekkendor. Comandati dall'irruente e borioso re Kellen Elessedil, le spie degli Elfi scoprono che l'esercito della Federazione è in crisi a causa dell'allontanamento di tutti i mercenari Corsari. Mentre il generale Pied Sanderling mostra prudenza e sospetto per l'accaduto, il precipitoso sovrano prepara la sua flotta andando incontro alla disfatta. La nuova arma viene infatti testata: l'intera flotta elfica, insieme alla nave da guerra reale con a bordo il re e i suoi due figli viene eliminata. Pied, con una disperata iniziativa, danneggia la nave su cui è montata l'arma e assume il comando dei resti dell'esercito elfico. Sen Dunsidan, conclusasi la battaglia viene convinto dalle parole del Moric, impadronitosi di Iridia, di attaccare e dare alle fiamme la capitale degli Elfi, Arborlon.
Pen Ohmsford, invece, una volta liberatosi di Aphasia Wye, l'assassino inviato da Shadea, recupera la nave perduta e la fidanzata Cinnaminson, e, insieme a Khyber e Tagwen, approda nel villaggio dei Troll Taupo Rough, dove incontra il Maturen Kermadec, amico di Grianne. Qui arrivano i druidi, guidati da Traunt Rowan, e decidono di attaccare il villaggio fortificato. Tuttavia una piccola compagnia di Troll comandata da Kermadec riesce a fuggire con Pen e i suoi compagni attraverso dei tunnel scavati nelle montagne dietro il villaggio. Per raggiungere il Tanequil, il gruppo attraversa l'impervia catena del Klu dove i Druidi fanno calare una nebbia che rischia di farli precipitare dagli stretti sentieri che i Troll attraversano. Pen, grazie ai suoi poteri, comunica con i licheni posti sulle rocce e riesce ad evitare la tragedia e a giungere nella silenziosa Valle dell'Inkrim, popolata dai primitivi Urda. Dopo due giorni di cammino la compagnia giunge nell'antica città dell'era di Faerie conosciuta come Stridegate, e Pen, seguito dalla fedele Cinnaminson, si addentra nella zona sacra dove cresce l'albero magico.
Pen riesce a mettersi in contatto con il Tanequil e a plasmare con il suo legno lo Scettro Nero, ma per questo è costretto a sacrificare due dita e la vita stessa di Cinnaminson, che viene indotta a vivere come Aeriade, spirito dell'aria. Ma il suo amore per Penderrin, ancora immutato nonostante la trasformazione, riesce a salvarlo da Aphasia Wye.
Pen torna, infine, dai compagni con il Tanequil, trovandoli però catturati dai Druidi, che li hanno scovati con la loro nave dopo che la compagnia si era tradita con l'uso delle arti magiche.

## Personaggi
- Grianne Ohmsford
- Penderrin Ohmsford
- Khyber Elessedil
- Kermadec
- Aphasia Wye
- Shadea a'Ru
- Traunt Rowan
- Sen Dunsidan
- Tael Riverine
- Bek Ohmsford
- Rue Meridian

## Edizioni
- Terry Brooks, Tanequil, traduzione di Riccardo Valla, Arnoldo Mondadori,  pp. 350, cap. 30, ISBN 978-88-04-54455-5.